# Brama Przeciwpowodziowa
Brama Przeciwpowodziowa (Flutschleusen Brücke, Miejska śluza górna, pot. Śluza Powodziowa) – śluza wodna (wrota przeciwpowodziowe), zlokalizowana we Wrocławiu na rzece Odra, w 3+300 km biegu Starej Odry, a 0+050 km kanału Kanału Miejskiego. Jej zadaniem jest zabezpieczenie Kanału Miejskiego przed wodami wezbraniowymi i powodziowymi.
Śluza została wybudowana w ramach inwestycji z zakresu hydrotechniki prowadzonej we Wrocławiu, w ramach przebudowy drogi wodnej na rzece Odra prowadzącej do i przez miasto, ale z pominięciem centrum miasta i Śródmiejskiego Węzła Wodnego. Inwestycja ta była przeprowadzona w latach 1892–1897 i polegała na budowie nowego szlaku żeglugowego, głównie pod kątem możliwości przewozu drogą wodną materiałów masowych, szczególności węgla z Górnego Śląska. W tym celu, częściowo istniejącym wcześniej korytem, służącym do odprowadzenia wód wezbraniowych i powodziowych, a częściowo nowym Kanałem Miejskim przeprowadzono nową drogę wodną, tzw. Drogę Wielkiej Żeglugi, Wrocławski Szlak Miejski. W ramach nowego systemu wodnego wybudowano między innymi w początkowym biegu Kanału Miejskiego, śluzę odcinającą wody wezbraniowe, i kierującą przepływ tych wód do Starej Odry. Odpowiednie wrota przeciwpowodziowe wybudowano również w głowie dolnej Śluzy Miejskiej, na końcu Kanału Miejskiego. W ten sposób zabezpieczono kanał zarówno na początku jego biegu jak i u jego ujścia, tak aby mógł stanowić bezpieczne miejsce cumowania jednostek pływających także podczas wysokich stanów wody oraz w okresie zimowym.
Brama powodziowa jest elementem stopnia wodnego, do którego stosuje się nazwę Stopień Miejski, Stopień Wodny Psie Pole. 
Wymiary śluzy są następujące: szerokość – 10,0. Zamknięcie śluzy stanowi zasuwa, stalowa, wykonana w technologii połączeń nitowych. Śluza położona jest w 3,30 km odległości szlaku Starej Odry i w 0+050 m Kanału Miejskiego. Brama wyposażona jest w zasilający kanał obiegowy zamykany zasuwą rolkową. Poziom wody kształtowany jest przez Jaz Psie Pole. Głębokość szlaku żeglugowego na progu przy stanie normalnym 2,57 m (rzędna normalnego piętrzenia 113,85 m n.p.m.). Szerokość kanału powyżej bramy 35 m, poniżej bramy 45 m..
Prawy brzeg stanowi grobla rozdzielająca Kanał Miejski od Starej Odry. Natomiast lewy brzeg to obszar przynależny do osiedla Ołbin.
Przyczółki śluzy stanowią również podstawę dla Mostu Burzowego, stanowiący konstrukcję nośną dla zasuwy. Jest ona zawieszona jest na dwóch wózkach, których koła poruszają się po szynach ułożonych na moście. Brama chowa się we wnęce przyczółku. Krótkie szyny poprzeczne umożliwiają za pomocą dodatkowego napędu, wesprzeć bramę w jednym lub drugim kierunku w zależności od kierunku naporu wody.